# تریکسی ماتل
تریکسی ماتل (به انگلیسی: Trixie Mattel) (زاده ۲۳ اوت ۱۹۸۹) زن‌پوش، خواننده، ترانه‌سرا آمریکایی است.